# びっくりくん
『びっくりくん』は、NHKで1958年4月22日から1959年3月10日まで放送された、小学校1・2年の生活指導向け学校放送番組である。

## 概要
小学校1年の主人公びっくりくんの行動や当面する問題を通して、それぞれの生活主題を考えていく人形劇である。
「スペシネ」と呼ばれるカメラで撮影された。

## 放送時間
| 期間                          | 放送時間             |
| ----------------------------- | -------------------- |
| 1958年4月22日 - 1959年3月10日 | 火曜日 11:00 - 11:15 |

- - 1958年4月 - 12月はNHKテレビで放送。
  - 1959年1月 - 3月はNHK総合テレビとNHK教育テレビで同時放送。

## 出演者
びっくりくん
声 - 高尾伸
がんちゃん
声 - 宮路光
おとうさん
声 - 臼井正明
おかあさん
声 - 七尾伶子
先生
声 - 松村彦次郎

## 放送リスト
| 回 | タイトル                 | 放送日         |
| -- | ------------------------ | -------------- |
| 1  | うんどうぐつ 1           | 1958年04月22日 |
| 2  | うんどうぐつ 2           | 1958年05月13日 |
| 3  | ひろったグローブ         | 1958年05月27日 |
| 4  | あたらしいシャツ         | 1958年06月10日 |
| 5  | じょうぶなからだ         | 1958年06月24日 |
| 6  | たんじょう会             | 1958年07月08日 |
| 7  | がんちゃんいばったね     | 1958年09月09日 |
| 8  | やはりかめがかちました   | 1958年09月30日 |
| 9  | まいごのランドセル       | 1958年10月14日 |
| 10 | りんごくんびっくり       | 1958年10月28日 |
| 11 | じんこうえいせいができた | 1958年11月11日 |
| 12 | もくきんがなりだした     | 1958年11月25日 |
| 13 | あたたかいごほうび       | 1958年12月09日 |
| 14 | おばあさんいらっしゃい   | 1959年01月13日 |
| 15 | ごめんください           | 1959年01月27日 |
| 16 | こんなにあったよ         | 1959年02月10日 |
| 17 | おこづかいのきっぷ       | 1959年02月24日 |
| 18 | せんせいありがとう       | 1959年03月10日 |

## スタッフ
- 作 - 筒井敬介
- 演出 - 伊達兼三郎
- 人形操作 - 人形劇団プーク
- 音楽 - 大塚敬子